# Lowlands 2024
Lowlands 2024 was de 30e editie van het Nederlandse muziek- en cultuurfestival Lowlands, voluit A Campingflight to Lowlands Paradise.

## Geschiedenis
Lowlands 2024 vondplaats op 16, 17 en 18 augustus in Biddinghuizen. Het was de 30e editie van dit festival. De data werden op de laatste dag van de 2023 editie bekendgemaakt door de organisatie.

## Artiesten

### Muziek
| - AIR (Play Moon Safari) - Ajuma - AliA - AMORAL - Anetha - angelboy - Another Taste - Arooj Aftab - Artemas - Ays b2b Kuriosa - Backxwash - Bambounou b2b Mama Snake - bar italia - Barry Can’t Swim - Benwal - Big Thief - Blawan - Blck Mamba - BLUAI - Bob Vylan - Brunzyn - Brutalismus 3000 - Chalé - CHAMOS - CHARLOT - Chibi Ichigo - CHO & The CHOSENS - Chuckie - Confidence Man - Dave Nunes - David Kushner - Dead Poet Society - DJ Europarking b2b Slimfit - DJ Ramon Sucesso - DROELOE - Ebbb - Eileen - Elephant - Elmiene - Eyedress - Ezri Jade - Fat Dog - Flowdan - Fred Again - French II - Froukje - Future Utopia - Glass Beams - Goldband - grandson - Grove - Gyatso | - HAEVN - Half Moon Run - Harry Mack - Horsegiirl - Hudson Mohawke - IDLES - IJsland - Inhaler - Interplanetary Criminal - Jade Soul - JAEL - James Blake - J Hus - Jolani Jhones b2b NALA - Jonna Fraser - Jordan Mackampa - Jorja Smith - Joy Orbison - Jungle By Night - Justice - Kabaka Pyramid - Kae Tempest - Kin’Gongolo Kiniata - Kléo - Korokoro - Koven - Lander & Adriaan - LA Priest - Laura Meester - Leroy Rey - Lip Critic - Lucky Done Gone b2b Tsepo - Maduk - Maey - Mall Grab - Mandidextrous - Master Peace - METTE - Mickster - Miles Kane - Mitsune - Model/Actriz - Moodymann - Mount Kimbie - MRCY - MSPAINT - Narciss - Nas - Nedda Sou - Nèna - New West | - Nick Leon b2b Bitter Babe - Noord Nederlands Orkest - Overmono - Pachyman - Passion - Passion DEEZ - Patrick Mason - Peggy Gou - Personal Trainer - Prins S. en De Geit - Rachel Chinouriri - Ramkot - Reanny - Rob Manga - Róisín Murphy - Romy - Rozaly - SAIDAH - Sampha - Sedef Adasi - Skrillex - Skin On Skin - Sleaford Mods - Soft Play - Soulwax - Spinvis - Spiritbox - Steam Down - Steppin’ Into Tomorrow - Sticks - Sugababes - Teddy Swims - Teezo Touchdown - The Lathums - The Streets - Thundercat - Tida Kamara - Tonno Disko - Trippy Tins - UNIVERSITY - Venna - Victoria Canal - Wargasm - Willem - Wings of Desire - Wunderhorse - Yazzus - Ye Banished Privateers - Young Marco - ZEP - Zwart Licht |